# Ailsa Princess
Die Ailsa Princess war ein 1971 für den Fährbetrieb nach Schottland in Dienst gestelltes Fährschiff des britischen British Transport Ship Management. Das Schiff wechselte in seiner fast vierzigjährigen Lebensdauer mehrfach seinen Namen, Besitzer und das Einsatzgebiet, ehe es 2010 als New Cambay Prince in Indien abgewrackt wurde.

## Geschichte
Die Ailsa Princess wurde unter der Baunummer 272 bei Cantiere Navale Breda in Venedig gebaut und am 28. November 1970 vom Stapel gelassen. Nach der Übernahme durch das British Transport Ship Management am 22. Juni 1971 und der anschließenden Überführungsfahrt wurde das Schiff am 7. Juli 1971 auf der Strecke von Stranraer nach Larne in Dienst gestellt.
In den folgenden Jahren wechselte die Ailsa Princess regelmäßig die Dienststrecke und fuhr so unter anderem auch Häfen in Frankreich an. Im November 1982 charterte das Verteidigungsministerium das Schiff für vier Wochen und ließ es bei Cammell, Laird & Company zum Minenleger umrüsten. In dieser Zeit unterstand das Schiff der Royal Fleet Auxiliary und kehrte anschließend in den regulären Fährdienst zurück. Im Mai 1985 wurde das Schiff in Earl Harold umbenannt. Nach weiteren vier Jahren im Dienst wurde es im November 1989 an Aktoploiki Maritime mit Sitz in Piräus verkauft und im Dezember als Dimitra nach Griechenland überführt.

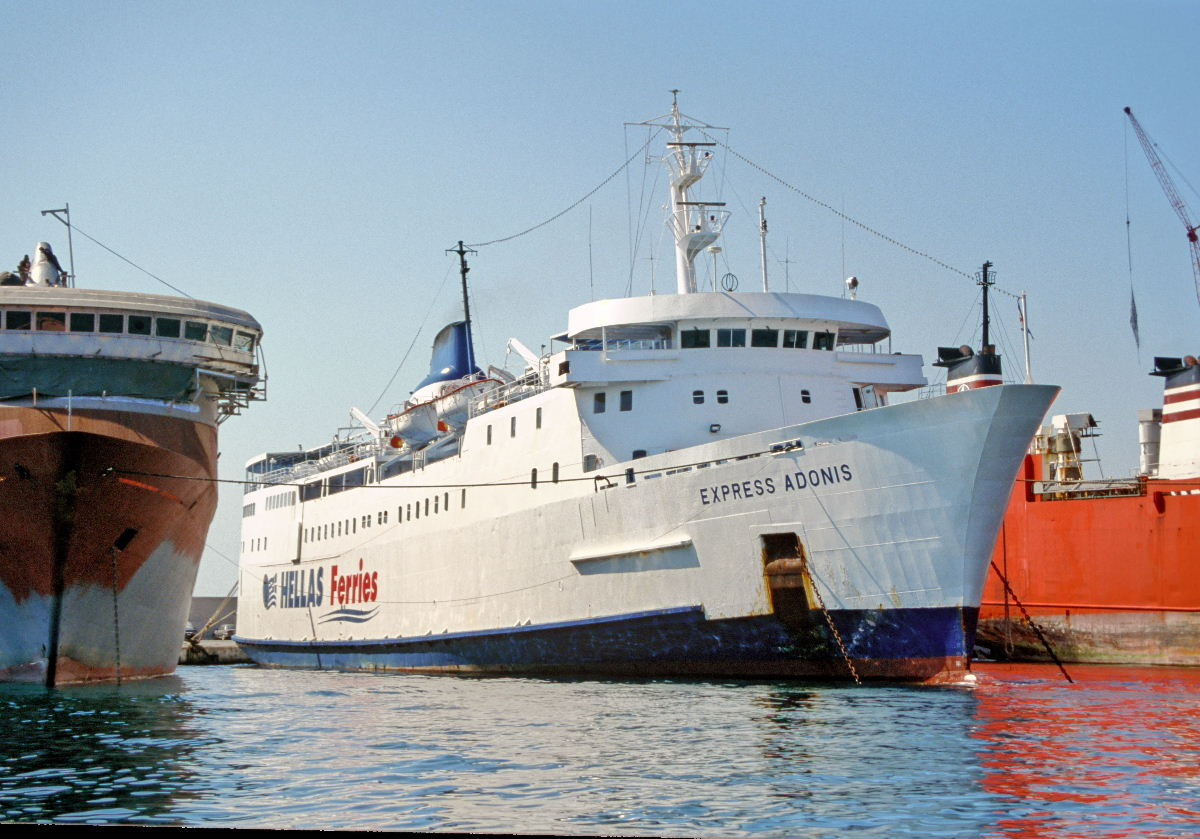
Als Express Adonis in Perama, 2005

1990 nahm die von GA Ferries bereederte Dimitra den Fährdienst von Piräus über Syros nach Tinos, Mykonos, Paros, Naxos, Amorgos, Astypalea, Ikaria und Samos auf. 1994 ging das Schiff als Naias Express an die Agapitos Lines. 1999 folgte ein weiterer Verkauf an Minoan Flying Dolphins, ehe es ab 2000 als Express Adonis für Hellas Ferries im Einsatz war.
Die Express Adonis blieb vier Jahre lang im Dienst von Hellas Ferries und wurde zuletzt zwischen Piräus, Kythnos, Serifos, Sifnos, Kimolos und Milos eingesetzt, ehe sie 2004 aufgelegt und zum Verkauf angeboten wurde. Neuer Eigner wurde im Januar 2005 Hellenic Seaways, die das Schiff jedoch nicht in Dienst stellten und weiter aufgelegt ließen.
Im Dezember 2005 wurde das Schiff nach Indien verkauft und im Januar 2006 in New Caribbean Prince umbenannt, um im Oktober 2006 nach Mumbai überführt zu werden. Die New Caribbean Prince war fortan in indischen Gewässern im Einsatz, ehe sie im April 2010 zum Abbruch verkauft wurde. Zu diesem Zweck traf das zur Überführung in New Cambay Prince umbenannte Schiff am 6. Mai 2010 in der Abwrackwerft von Alang ein.